# Hecker (Illinois)
Hecker é uma vila localizada no estado americano de Illinois, no Condado de Monroe e Condado de St. Clair.

## Demografia
Segundo o censo americano de 2000, a sua população era de 475 habitantes.
Em 2006, foi estimada uma população de 480, um aumento de 5 (1.1%).

## Geografia
De acordo com o United States Census Bureau tem uma área de
0,6 km², dos quais 0,6 km² cobertos por terra e 0,0 km² cobertos por água.

## Localidades na vizinhança
O diagrama seguinte representa as localidades num raio de 16 km ao redor de Hecker.